# Alvar (namn)

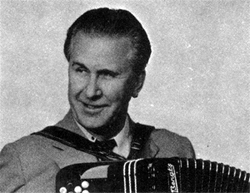
Alvar Karlsson cirka 1965.

Mansnamnet Alvar är ett fornnordiskt namn som möjligtvis är sammansatt av ord för alv och krigare och därför skulle uttydas "alvernas krigare" eller "alvernas härskare".
Namnet Alvar har använts som dopnamn sedan början av 1800-talet men har minskat i användning sedan 1960-talet. Under 2010-talet har namnet ökat något i popularitet. Namnet Allvar kan även vara ett efternamn.
Den 31 december 2019 fanns det totalt 7 181 personer i Sverige med namnet, varav 1 900 med det som tilltalsnamn.
År 2016 fick 122 pojkar namnet som tilltalsnamn.
Namnsdag i Sverige: 21 juni, (1901-2000: 18 september). I den finlandssvenska namnsdagslängden har Alvar namnsdag 24 september sedan starten 1929, då en egen namnsdagskalender togs i bruk för finlandssvenskar.

## Personer med namnet Alvar/Allvar
- Alvar Aalto, finländsk arkitekt
- Alvar Eliasson, målare och bokillustratör
- Alvar Ellegård, språkforskare
- Alvar Gullichsen, finländsk popkonstnär
- Allvar Gullstrand, ögonläkare, nobelpristagare
- Alvar Jansson, målare
- Alvar Karlsson, musiker
- Alvar Kraft, filmmusikkompositör
- Alvar Zacke, journalist
- Alvar Älmeberg, flygare